# 성남시의 도로 목록
다음은 성남시의 도로 목록이다. 도로는 대로, 로, 길 순서로 가나다 순으로 정리하며, 기초번호나 일련번호 방식으로 매겨진 도로명은 따로 기입하지 않는다. 타 시/도와 연계될 경우 그 경계까지만 적는다.

## 대로
| 도로명   | 기점          | 종점            | 길이     | 유래                             | 지정일          | 비고 |
| -------- | ------------- | --------------- | -------- | -------------------------------- | --------------- | ---- |
| 둔촌대로 | 중원구 성남동 | 중원구 상대원동 | 5.696km  | 둔촌 이집선생의 역사적 인물 반영 | 2010년 2월 17일 |      |
| 산성대로 | 수정구 수진동 | 수정구 양지동   | 6.268km  | 남한산성의 명칭을 인용           | 2010년 2월 2일  |      |
| 성남대로 | 분당구 구미동 | 수정구 복정동   | 15.775km | 행정구역 명칭 사용               | 2009년 7월 10일 | 3    |
| 여수대로 | 수정구 시흥동 | 중원구 여수동   | 2.373km  | 행정구역 명칭 사용               | 2010년 2월 2일  |      |

## 로
| 도로명     | 기점                 | 종점            | 길이     | 유래 | 지정일                          | 비고                                                             |
| ---------- | -------------------- | --------------- | -------- | --- | ------------------------------- | ---------------------------------------------------------------- |
| 가마절로   | 수정구 복정동        | 수정구 복정동   | 506.25m  | 옛 지명 사용(가마절) | 2010년 2월 2일                  |                                                                  |
| 갈마치로   | 중원구 갈현동        | 중원구 상대원동 | 3.315km  | 옛 지명 사용(갈마치고개) | 2010년 2월 2일                  |                                                                  |
| 갈현로     | 중원구 갈현동        | 중원구 갈현동   | 615m     | 행정구역 명칭 사용 | 2010년 2월 2일                  |                                                                  |
| 고등로     | 수정구 고등동        | 수정구 고등동   | 835m     | 고등지구 명칭 사용 | 2019년 4월 29일                 |                                                                  |
| 공원로     | 중원구 도촌동        | 수정구 복정동   | 6.092km  | 기존 도로명 | 2010년 2월 2일                  |                                                                  |
| 광명로     | 중원구 성남동        | 중원구 금광동   | 4.284km  | 기존 도로명 | 2010년 2월 2일                  |                                                                  |
| 구미로     | 분당구 구미동        | 분당구 구미동   | 1.941km  | 행정구역 명칭 사용 | 2010년 2월 2일                  |                                                                  |
| 궁내로     | 분당구 궁내동        | 분당구 궁내동   | 795m     | 행정구역 명칭 사용 | 2010년 2월 2일                  |                                                                  |
| 금곡로     | 분당구 구미동        | 분당구 금곡동   | 3.428km  | 행정구역 명칭 사용 | 2010년 2월 2일                  |                                                                  |
| 금빛로     | 중원구 금광동        | 중원구 은행동   | 1.134km  | 행정구역 명칭 사용 | 2010년 2월 2일                  |                                                                  |
| 금상로     | 중원구 상대원동      | 중원구 상대원동 | 1.517km  | 기존 도로명 | 2010년 2월 2일                  |                                                                  |
| 금토로     | 수정구 금토동        | 수정구 금토동   | 2.234km  | 행정구역 명칭 사용 | 2010년 2월 2일                  |                                                                  |
| 낙생로     | 분당구 대장동        | 분당구 금곡동   | 3.925km  | 옛 지명 사용(낙생면) | 2010년 2월 2일 2010년 10월 1일  | 2010년 10월 1일 동막로로 변경                                    |
| 남문로     | 수정구 태평동        | 수정구 태평동   | 1.51km   | 기존 도로명 | 2010년 2월 2일                  |                                                                  |
| 내동로     | 수정구 금토동        | 수정구 금토동   | 529.9m   | 옛 지명 사용(내동마을) | 2010년 2월 2일                  |                                                                  |
| 내정로     | 분당구 정자동        | 분당구 수내동   | 1.977km  | 옛 행정동 명칭 사용(내정동) | 2010년 2월 2일                  |                                                                  |
| 논골로     | 수정구 단대동        | 수정구 단대동   | 982m     | 옛 지명 사용 | 2010년 2월 2일                  |                                                                  |
| 느티로     | 분당구 정자동        | 분당구 정자동   | 930.35m  | 느티마을 명칭 사용 | 2010년 2월 2일                  |                                                                  |
| 단대로     | 수정구 단대동        | 수정구 단대동   | 598m     | 행정구역 명칭 사용 | 2010년 2월 2일                  |                                                                  |
| 달래내로   | 수정구 시흥동        | 수정구 상적동   | 4.188km  | 옛 지명 사용(달래내고개) | 2010년 2월 2일                  |                                                                  |
| 대왕판교로 | 분당구 동원동        | 수정구 신촌동   | 13.493km | 옛 지명과 현재지명의 조합 | 2009년 7월 10일                 | 2357                                                             |
| 대장로     | 분당구 대장동        | 분당구 대장동   | 615m     | 행정구역 명칭 사용 | 2010년 2월 2일                  | 2021년 5월 13일 폐지                                             |
| 도촌로     | 중원구 도촌동        | 중원구 도촌동   | 470m     | 행정구역 명칭 사용 | 2010년 2월 2일                  |                                                                  |
| 도촌남로   | 중원구 도촌동        | 중원구 도촌동   | 1.583km  | 행정구역에 방위를 이용하여 명명 | 2011년 3월 9일                  | 2011년 3월 9일 음촌로40번길에서 변경                             |
| 도촌북로   | 중원구 도촌동        | 중원구 도촌동   | 2.058km  | 행정구역에 방위를 이용하여 명명 | 2011년 3월 9일                  | 2011년 3월 9일 음촌로66번길에서 변경                             |
| 돌마로     | 분당구 금곡동        | 중원구 하대원동 | 10.867km | 옛 지명 사용(돌마면) | 2010년 2월 2일                  |                                                                  |
| 동막로     | 분당구 대장동        | 분당구 금곡동   | 3.925km  | 동쪽이 막힌 곳, 혹은 동쪽에 있는 막(幕)이라는 뜻으로 조선시대 때 이곳에 막을 지어 광주시와 용인시의 경계로 삼았다 하여 붙여진 자연마을 이름 반영 | 2010년 2월 2일 2010년 10월 1일  | 2010년 10월 1일 낙생로에서 변경 구 동막로는 동막로245번길로 격하 |
| 동원로     | 분당구 동원동        | 분당구 동원동   | 291m     | 행정구역 명칭 사용 | 2010년 2월 2일                  |                                                                  |
| 동원북로   | 분당구 동원동        | 분당구 동원동   | 442m     | 행정구역 명칭에 방위 사용 | 2010년 2월 2일                  |                                                                  |
| 두밀로     | 분당구 운중동        | 분당구 대장동   | 1507m    | 천주교인들이 박해를 피해 은둔한 곳 | 2010년 2월 2일                  |                                                                  |
| 둔토로     | 수정구 금토동        | 수정구 금토동   | 664.39m  | 옛 지명 사용(둔토리) | 2010년 2월 2일                  |                                                                  |
| 등자로     | 수정구 고등동        | 수정구 고등동   | 868m     | 옛 지명 사용(등자리) | 2010년 2월 2일                  |                                                                  |
| 마지로     | 중원구 하대원동      | 중원구 갈현동   | 5.32km   | 옛 지명 사용 | 2010년 2월 2일 2014년 12월 24일 | 2014년 12월 24일 종점 변경                                       |
| 매화로     | 분당구 야탑동        | 분당구 야탑동   | 1.048km  | 매화마을 명칭 사용 | 2010년 2월 2일                  |                                                                  |
| 모두마니로 | 분당구 대장동        | 분당구 대장동   | 1150m    | 옛 지명 사용 | 2010년 2월 2일                  |                                                                  |
| 모란로     | 수정구 수진동        | 수정구 태평동   | 1.548km  | 옛 지명 사용 | 2010년 2월 2일                  |                                                                  |
| 무지개로   | 분당구 구미동        | 분당구 구미동   | 1.557km  | 무지개마을 명칭 사용 | 2010년 2월 2일                  |                                                                  |
| 문정로     | 분당구 분당동        | 분당구 율동     | 1.603km  | 문정공 신도비가 있는곳 | 2010년 2월 2일                  |                                                                  |
| 미금로     | 분당구 구미동        | 분당구 금곡동   | 3.033km  | 구미동과 금곡동의 행정구역 명칭 조합 | 2010년 2월 2일                  |                                                                  |
| 박석로     | 중원구 상대원동      | 중원구 상대원동 | 1.045km  | 옛 지명 사용(박석고개) | 2010년 2월 2일                  |                                                                  |
| 발이봉로   | 분당구 수내동        | 분당구 수내동   | 446m     | 지형적 특성 인용(발이봉) | 2010년 2월 2일                  |                                                                  |
| 발이봉남로 | 분당구 수내동        | 분당구 수내동   | 446.29m  | 발이봉로에 방위 사용 | 2010년 2월 2일                  |                                                                  |
| 발이봉북로 | 분당구 수내동        | 분당구 수내동   | 506.41m  | 발이봉로에 방위 사용 | 2010년 2월 2일                  |                                                                  |
| 방아로     | 분당구 이매동        | 분당구 이매동   | 885m     | 옛 지명 사용(물레방아골) | 2010년 2월 2일                  |                                                                  |
| 백궁로     | 분당구 구미동        | 분당구 정자동   | 4.093km  | 백현동과 궁내동의 행정구역 명칭 조합하여 사용 | 2010년 2월 2일                  |                                                                  |
| 백현로     | 분당구 백현동        | 분당구 수내동   | 2.731km  | 행정구역 명칭 사용 | 2010년 2월 2일                  |                                                                  |
| 벌말로     | 분당구 야탑동        | 분당구 야탑동   | 781m     | 기존 도로명 | 2010년 2월 2일                  |                                                                  |
| 벌장투리로 | 용인시 수지구 고기동 | 분당구 대장동   | 234.94m  | 옛 지명 사용(벌장투리) | 2010년 2월 2일                  |                                                                  |
| 보통골로   | 중원구 상대원동      | 중원구 상대원동 | 216m     | 옛 지명 사용(보통골) | 2010년 2월 2일                  |                                                                  |
| 복정로     | 수정구 복정동        | 수정구 복정동   | 1.631km  | 행정구역 명칭 사용 | 2010년 2월 2일                  |                                                                  |
| 복정안골로 | 수정구 복정동        | 수정구 복정동   | 975m     | 행정구역 및 옛 지명 사용(안골) | 2010년 2월 2일                  |                                                                  |
| 봇들로     | 분당구 백현동        | 분당구 삼평동   | 2.506km  | 신라의 화랑들이 막았다는 화랑 보에 연유한 지명                                                                                                   | 2010년 2월 2일2011년 3월 16일   | 2011년 3월 16일 판교역로로 변경                                  |
| 분당로     | 분당구 수내동        | 분당구 분당동   | 3.9km    | 행정구역 명칭 사용 | 2010년 2월 2일                  |                                                                  |
| 불곡로     | 분당구 정자동        | 분당구 정자동   | 317m     | 불곡산 명칭 사용 | 2010년 2월 2일                  |                                                                  |
| 불곡남로   | 분당구 정자동        | 분당구 정자동   | 512m     | 불곡로에 방위 이용 | 2010년 2월 2일                  |                                                                  |
| 불곡북로   | 분당구 정자동        | 분당구 정자동   | 394m     | 불곡로에 방위 이용 | 2010년 2월 2일                  |                                                                  |
| 불정로     | 분당구 정자동        | 분당구 서현동   | 4.42km   | 기존 도로명 | 2010년 2월 2일                  |                                                                  |
| 사기막골로 | 중원구 상대원동      | 중원구 상대원동 | 2.115km  | 옛 지명 사용(사기막골) | 2010년 2월 2일                  |                                                                  |
| 사송로     | 수정구 사송동        | 수정구 사송동   | 987.72m  | 행정구역 명칭 사용 | 2010년 2월 2일                  |                                                                  |
| 산운로     | 분당구 운중동        | 분당구 운중동   | 2.191km  | 옛 지명 사용(산운리) | 2010년 2월 2일                  |                                                                  |
| 새나리로   | 분당구 야탑동        | 분당구 야탑동   | 804m     | 옛 지명 사용 | 2010년 2월 2일                  |                                                                  |
| 새마을로   | 분당구 서현동        | 분당구 율동     | 2.594km  | 새마을연수원 시설물 반영 | 2010년 2월 17일                 |                                                                  |
| 서현로     | 분당구 백현동        | 분당구 분당동   | 5.98km   | 행정구역명(서현동)을 이용 | 2009년 8월 24일                 | 57                                                               |
| 석운로     | 분당구 석운동        | 분당구 운중동   | 4.562km  | 행정구역 명칭 사용 | 2010년 2월 2일                  |                                                                  |
| 선지봉로   | 분당구 분당동        | 분당구 분당동   | 200m     | 옛 지명 사용(선지봉) | 2010년 2월 2일                  |                                                                  |
| 설개로     | 수정구 시흥동        | 수정구 사송동   | 1.199km  | 옛부터 새들이 많이 모여 살던 곳 | 2010년 2월 2일                  |                                                                  |
| 세계로     | 분당구 백현동        | 수정구 사송동   | 3.685km  | 세계 제일의 최첨단 기술력으로 발전하라는 의미가 담긴 도로명                                                                                      | 2010년 2월 2일                  | 동판교로로 변경                                                  |
| 쇳골로     | 분당구 궁내동        | 분당구 금곡동   | 1.18km   | 금을 채취하였다하여 붙여진 지명 | 2010년 2월 2일                  |                                                                  |
| 쇳골북로   | 분당구 궁내동        | 분당구 금곡동   | 444m     | 쇳골로에 방위 사용 | 2010년 2월 2일                  |                                                                  |
| 수내로     | 분당구 수내동        | 분당구 수내동   | 2.124km  | 행정구역 명칭 사용 | 2010년 2월 2일                  |                                                                  |
| 수정로     | 수정구 수진동        | 수정구 양지동   | 5.968km  | 행정구역 명칭 사용 | 2010년 2월 2일                  |                                                                  |
| 수정남로   | 수정구 수진동        | 수정구 산성동   | 3.436km  | 수정로에 방위 사용 | 2010년 2월 2일                  |                                                                  |
| 수정북로   | 수정구 태평동        | 수정구 태평동   | 1.522km  | 수정로에 방위 사용 | 2010년 2월 2일                  |                                                                  |
| 순환로     | 중원구 갈현동        | 중원구 은행동   | 4.73km   | 기존 도로명 | 2010년 2월 2일                  |                                                                  |
| 시민로     | 중원구 하대원동      | 수정구 태평동   | 2.658km  | 기존 도로명 | 2010년 2월 2일                  |                                                                  |
| 신촌로     | 수정구 신촌동        | 수정구 신촌동   | 664.98m  | 행정구역 명칭 사용 | 2010년 2월 2일                  |                                                                  |
| 신촌남로   | 수정구 신촌동        | 수정구 신촌동   | 553m     | 신촌로에 방위 사용 | 2010년 2월 2일                  |                                                                  |
| 심곡로     | 수정구 심곡동        | 수정구 심곡동   | 901.72m  | 행정구역 명칭 사용 | 2010년 2월 2일                  |                                                                  |
| 안골로     | 분당구 서현동        | 분당구 서현동   | 606m     | 옛 지명 사용 | 2010년 2월 2일                  |                                                                  |
| 야탑로     | 분당구 야탑동        | 분당구 야탑동   | 3.683km  | 행정구역 명칭 사용 | 2010년 2월 2일                  |                                                                  |
| 양지로     | 수정구 양지동        | 수정구 양지동   | 563.46m  | 행정구역 명칭 사용 | 2010년 2월 2일                  |                                                                  |
| 양현로     | 분당구 서현동        | 분당구 야탑동   | 5.63km   | 양현교 명칭 사용 | 2010년 2월 2일                  |                                                                  |
| 엄뫼골로   | 수정구 심곡동        | 수정구 심곡동   | 947m     | 옛 지명 사용 | 2010년 2월 2일                  |                                                                  |
| 여수울로   | 중원구 여수동        | 중원구 여수동   | 1.214km  | 여수마을 앞 개울이 유난히 맑고 깨끗하다하여 금생여수라 칭한데서 유래                                                                             | 2010년 10월 1일                 |                                                                  |
| 연성로     | 분당구 판교동        | 분당구 판교동   | 2.05km   | 연성군 이곤선생의 봉호에 연유하여 붙인 이름 | 2010년 2월 2일                  | 서판교로로 명칭 변경                                             |
| 예원로     | 분당구 분당동        | 분당구 분당동   | 544m     | 예술가들이 사는 마을 | 2010년 2월 2일                  |                                                                  |
| 옛골로     | 수정구 상적동        | 수정구 상적동   | 658m     | 옛 지명 사용 | 2010년 2월 2일                  |                                                                  |
| 오야로     | 수정구 오야동        | 수정구 오야동   | 342.09m  | 행정구역 명칭 사용 | 2010년 2월 2일                  |                                                                  |
| 오야남로   | 수정구 오야동        | 수정구 오야동   | 599m     | 오야로에 방위 사용 | 2010년 2월 2일                  |                                                                  |
| 오야북로   | 수정구 오야동        | 수정구 오야동   | 165.97m  | 오야로에 방위 사용 | 2010년 2월 2일                  |                                                                  |
| 운중로     | 분당구 운중동        | 분당구 판교동   | 3.468km  | 행정구역 명칭 사용 | 2010년 2월 2일                  |                                                                  |
| 원터로     | 중원구 하대원동      | 중원구 성남동   | 1.252km  | 옛 지명을 사용(원터고개) | 2010년 2월 2일                  |                                                                  |
| 위례동이로 | 수정구 창곡동        | 수정구 창곡동   | 650m     | 위례동로에서 두번째 단독주택지의 진입도로 | 2014년 12월 24일                |                                                                  |
| 위례동일로 | 수정구 창곡동        | 수정구 창곡동   | 743m     | 위례동로에서 첫번째 단독주택지의 진입도로 | 2014년 12월 24일                |                                                                  |
| 위례서일로 | 수정구 복정동        | 수정구 창곡동   | 463m     | 위례서로에서 첫번째 단독주택지의 진입도로 | 2014년 12월 24일                |                                                                  |
| 위례순환로 | 수정구 위례동        | 수정구 위례동   | 5.1km    | 위례신도시 중심지구를 모두 지나고 순환하는 도로                                                                                                  | 2013년 10월 30일                |                                                                  |
| 은이로     | 중원구 은행동        | 중원구 은행동   | 645m     | 행정구역 명칭 사용 | 2010년 2월 2일                  |                                                                  |
| 은행로     | 중원구 은행동        | 중원구 은행동   | 912.24m  | 행정구역 명칭 사용 | 2010년 2월 2일                  |                                                                  |
| 음지말로   | 수정구 복정동        | 수정구 복정동   | 198m     | 옛 지명 사용(음지말) | 2010년 2월 2일 2014년 12월 24일 | 2014년 12월 24일 음지말로14번길과 함께 헌릉로1026번길로 격하     |
| 음촌로     | 중원구 여수동        | 수정구 신흥동   | 5.559km  | 세촌면의 중심인 음촌참(지금의 구종점) 반영 | 2010년 2월 2일 2011년 3월 16일  | 2011년 3월 16일 희망로로 변경                                    |
| 이매로     | 분당구 이매동        | 분당구 이매동   | 1.766km  | 행정구역 명칭 사용 | 2010년 2월 2일                  |                                                                  |
| 자혜로     | 중원구 금광동        | 중원구 은행동   | 1.289km  | 기존 도로명 | 2010년 2월 2일                  |                                                                  |
| 장미로     | 분당구 야탑동        | 분당구 야탑동   | 2.067km  | 장미마을 명칭 사용 | 2010년 2월 2일                  |                                                                  |
| 장안로     | 분당구 분당동        | 분당구 분당동   | 790m     | 장안타운 명칭 사용 | 2010년 2월 2일                  |                                                                  |
| 적푸리로   | 수정구 상적동        | 수정구 상적동   | 406.79m  | 옛 지명을 사용(적푸리) | 2010년 2월 2일                  |                                                                  |
| 정자로     | 분당구 정자동        | 분당구 정자동   | 1.644km  | 행정구역 명칭 사용 | 2010년 2월 2일                  |                                                                  |
| 제일로     | 중원구 하대원동      | 수정구 태평동   | 2.477km  | 기존 도로명 | 2010년 2월 2일                  |                                                                  |
| 중앙공원로 | 분당구 서현동        | 분당구 서현동   | 882m     | 공원 명칭 사용 | 2010년 2월 2일                  |                                                                  |
| 탄리로     | 수정구 수진동        | 수정구 태평동   | 1.549km  | 옛 지명 사용(탄리) | 2010년 2월 2일                  |                                                                  |
| 탄천로     | 분당구 이매동        | 수정구 복정동   | 8.234km  | 하천 명칭을 사용 | 2010년 2월 2일                  |                                                                  |
| 태평로     | 수정구 태평동        | 수정구 태평동   | 1.324km  | 행정구역 명칭 사용 | 2010년 2월 2일                  |                                                                  |
| 판교대장로 | 분당구 대장동        | 분당구 운중동   | 2.893km  | 판교대장지구 명칭 사용 | 2021년 5월 12일                 |                                                                  |
| 판교로     | 분당구 하산운동      | 분당구 야탑동   | 8.251km  | 행정구역 명칭 사용 | 2010년 2월 2일                  |                                                                  |
| 판교백현로 | 분당구 백현동        | 분당구 하산운동 | 2.163km  | 행정구역 명칭 사용 | 2019년 10월 30일                | 안양판교로1201번길에서 명칭 변경                                 |
| 판교역로   | 분당구 백현동        | 분당구 삼평동   | 2.506km  | 시설물명(판교역)을 이용하여 명명 | 2011년 3월 16일                 | 2011년 3월 16일 봇들로에서 변경                                  |
| 판교원로   | 분당구 운중동        | 분당구 판교동   | 3.338km  | 옛 판교원 역원이 있던 터에서 시작하기 때문에 붙여진 이름                                                                                         | 2010년 2월 2일                  |                                                                  |
| 하오재로   | 의왕시 청계동        | 분당구 운중동   | 4.2km    | 옛 지명 사용(하오고개) | 2010년 2월 2일                  | 하오개로로 명칭 변경                                             |
| 황새울로   | 분당구 정자동        | 분당구 서현동   | 3.683km  | 공원 명칭 사용 | 2010년 2월 2일                  |                                                                  |
| 황송로     | 중원구 금광동        | 중원구 금광동   | 940m     | 공원 명칭 사용 | 2010년 2월 2일                  |                                                                  |
| 희망로     | 중원구 도촌동        | 수정구 신흥동   | 5.559km  | 공원(희망대) 명칭을 이용하여 명명 | 2011년 3월 16일                 | 2011년 3월 16일 음촌로에서 변경                                  |

## 길
| 도로명   | 기점          | 종점          | 길이    | 유래                           | 지정일         | 비고                                  |
| -------- | ------------- | ------------- | ------- | ------------------------------ | -------------- | ------------------------------------- |
| 고산동길 | 수정구 고등동 | 수정구 고등동 | 380m    | 옛 지명 사용                   | 2010년 2월 2일 |                                       |
| 만세길   | 분당구 율동   | 분당구 율동   | 396.3m  | 3.1운동 발생지                 | 2010년 2월 2일 |                                       |
| 효자길   | 분당구 서현동 | 분당구 서현동 | 473.42m | 마을명(효자촌)을 이용하여 명명 | 2011년 3월 9일 | 2011년 3월 9일 돌마로518번길에서 변경 |

## 참고 자료
- 성남시고시 제2010-8호, 2010년 2월 2일.